# Lukeanivka, Baștanka
Lukeanivka (în ucraineană Лук'янівка) este localitatea de reședință a comunei Lenine din raionul Baștanka, regiunea Mîkolaiiv, Ucraina.

## Demografie
Componența lingvistică a localității Lenine
     Ucraineană (93,45%)
     Rusă (4,25%)
     Alte limbi (0,71%)
Conform recensământului din 2001, majoritatea populației localității Lukeanivka era vorbitoare de ucraineană (93,45%), existând în minoritate și vorbitori de rusă (4,25%).